# أرتور هيرنيك أوياما
أرتور هيرنيك أوياما (بالبرتغالية: Arthur Henrique Santos‏) (17 مايو 1994 بساو باولو في البرازيل - ) هو لاعب كرة قدم برازيلي في مركز الدفاع. لعب مع نادي فلامنغو وأمريكا دي ناتال ‏.

## وصلات خارجية
- أرتور هيرنيك أوياما على موقع قاعدة بيانات كرة القدم.إي يو (الإنجليزية)
- أرتور هيرنيك أوياما على موقع Soccerway.com (الإنجليزية)